# Брашлєвиця
45°41′ пн. ш. 15°21′ сх. д. / 45.68° пн. ш. 15.35° сх. д.
Брашлєвиця (хорв. Brašljevica) — населений пункт у Хорватії, у Карловацькій жупанії у складі міста Озаль.

## Населення
Населення за даними перепису 2011 року становило 33 осіб.
Динаміка чисельності населення поселення: